# Emanuel Buchmann
Emanuel Buchmann (nascido em 18 de novembro de 1992, em Ravensburg) é um ciclista profissional alemão, que atualmente compete para a equipe Bora-Argon 18.